# Georgia (pel·lícula de 1981)
Georgia (títol original: Four Friends) és una pel·lícula de comèdia dramàtica estatunidenca de 1981 dirigida per Arthur Penn. El guió semi-autobiogràfic de Steve Tesich segueix el camí de quatre amics des de l'institut fins a la universitat durant els sovint turbulents anys seixanta i posteriors. El repartiment compta amb Craig Wasson, Jodi Thelen, Jim Metzler i Glenne Headly. Està doblada al català.

## Argument
Un grup de quatre amics formen forts vincles mentre a l'escola secundària a principis dels anys seixanta, després s'aferren desesperadament a aquest amor durant el turbulent moviment de contracultura i els trastorns socials que van marcar el final de la dècada.

## Repartiment
- Craig Wasson com Danilo Prozor
- Jodi Thelen com Georgia Miles
- Michael Huddleston com David
- Jim Metzler com Tom
- Elizabeth Lawrence com Mrs. Prozor
- Reed Birney com Louie
- James Leo Herlihy com Mr. Carnahan
- Lois Smith com Mrs. Carnahan
- Glenne Headly com Lola